# Jeff Atkinson
Jeffrey "Jeff" Patrick Atkinson (* 24. Februar 1963 in Manhattan Beach, Kalifornien) ist ein ehemaliger US-amerikanischer Leichtathlet, der sich auf den Mittelstreckenlauf spezialisiert hat. Seinen größten Erfolg feierte er mit dem Gewinn der Bronzemedaille über 1500 Meter bei den Hallenweltmeisterschaften 1989 in Budapest.

## Sportliche Laufbahn
Jeff Atkinson wuchs in Kalifornien auf und absolvierte ein Studium an der Stanford University. 1987 belegte er bei der Sommer-Universiade in Zagreb in 3:46,73 min den achten Platz im 1500-Meter-Lauf. Im Jahr darauf nahm er an den Olympischen Sommerspielen in Seoul teil und gelangte dort mit 3:40,80 min im Finale auf Rang zehn. 1989 gewann er bei den Hallenweltmeisterschaften in Budapest in 3:38,12 min die Bronzemedaille hinter dem Iren Marcus O’Sullivan und Hauke Fuhlbrügge aus der DDR. Dies bedeutete einen neuen US-amerikanischen Hallenrekord. 1991 belegte er bei den Hallenweltmeisterschaften in Sevilla in 3:46,25 min den sechsten Platz und 1996 beendete er seine aktive sportliche Karriere im Alter von 33 Jahren.
1989 wurde Atkinson US-amerikanischer Hallenmeister über die Meile.

## Persönlichkeiten
- 1500 Meter: 3:35,15 min, 13. August 1989 in Hengelo
  - 1500 Meter (Halle): 3:38,12 min, 5. März 1989 in Budapest
- Meile: 3:52,80 min, 17. August 1988 in Zürich
  - Meile (Halle): 3:58,63 min, 10. Februar 1989 in East Rutherford